# NKO☆Lovers
NKO☆Lovers!!（エヌケーオーラバーズ）是以名古屋、京都及大阪為據點活動的女子偶像團體。

## 概要
以名古屋為據點活動的Barbie Lips(N)京都為據點活動的Piminy(K)大阪為據點活動的Mary Angel(O)的成員組成。
以西日本為中心在首都圈等地區正進行著LIVE。

## 成員
- Barbie Lips
  - Ayano（1993年5月8日出生・安井彩乃)
  - Tsuzumi（1995年12月13日出生・安井都都美)
  - Saki（1996年6月27日出生・伊藤紗希)
- Piminy
  - 高倉はづき
  - 高倉かんな
- Mary Angel
  - Yu-ka（1996年8月18日出生・A型)愛称是
  - Risa（1996年1月23日出生・B型)愛称是
  - Maya（1996年3月13日出生・A型)愛称是

## 経歴
- 2011年8月、結成。
- 2011年8月17日、單曲『キュンと大好き！』發行，CD登場。
- 2011年9月4日、舉辦首場live。

## 唱片

### 單曲
1. キュンと大好き！(2011年8月17日)
  1. キュンと大好き！(NKO☆Lovers!!)(もっと熱いぞ!猫ヶ谷!!名古屋電視台片尾曲)
  2. マイライフ　マイペース(Barbie Lips)
  3. ミラクルなんて信じない (Piminy)
  4. Forever Light (Mary Angel)
  5. キュンと大好き！(Instrumental)

### DVD
1. キュンと大好き！(2011年9月16日)

## 主要出演

### 電視台
- OBANCHIi（おばんちぃ）　MTV（2011年9月15日）

### 廣播
- お昼のレコード室　ぎふチャン（2011年8月25日）
- EVENING TRIPPER　Radio80（2011年8月25日）
- FM トワイライト　NHK-FM（2011年9月16日放送區域：愛知・三重・岐阜・静岡・福井・石川・富山）